# Травма
Вижте пояснителната страница за други значения на Травма.
Травмата (от гръцки τραύμα-рана) е акт на увреждане на анотомичната или функционалната цялост на организма под въздействие на увреждащи агенти – механични, физични, химични, ел. ток, лъчеви и смесени.
Групата от хора от даден вид травма по време и място се нарича травматизъм и може да бъде битов, производствен, спортен, траспортен, случаен, военновременен и селскостопански.